# Dieter Burdenski
Dieter Burdenski (Brema, 26 novembre 1950 – Brema, 9 ottobre 2024) è stato un calciatore tedesco occidentale, di ruolo portiere.

## Biografia
Era figlio di Herbert Burdenski, anche lui calciatore.

## Carriera

### Nazionale
Partecipò ai Mondiali del 1978 ed agli Europei del 1984; tra il 1977 ed il 1984 giocò in totale 12 partite nella nazionale tedesca occidentale.

## Palmarès

### Club

#### Competizioni nazionali
- Campionato tedesco: 1

Werder Brema: 1987-1988
- 2. Fußball-Bundesliga: 1

Werder Brema: 1980-1981